# Dieulacres Abbey

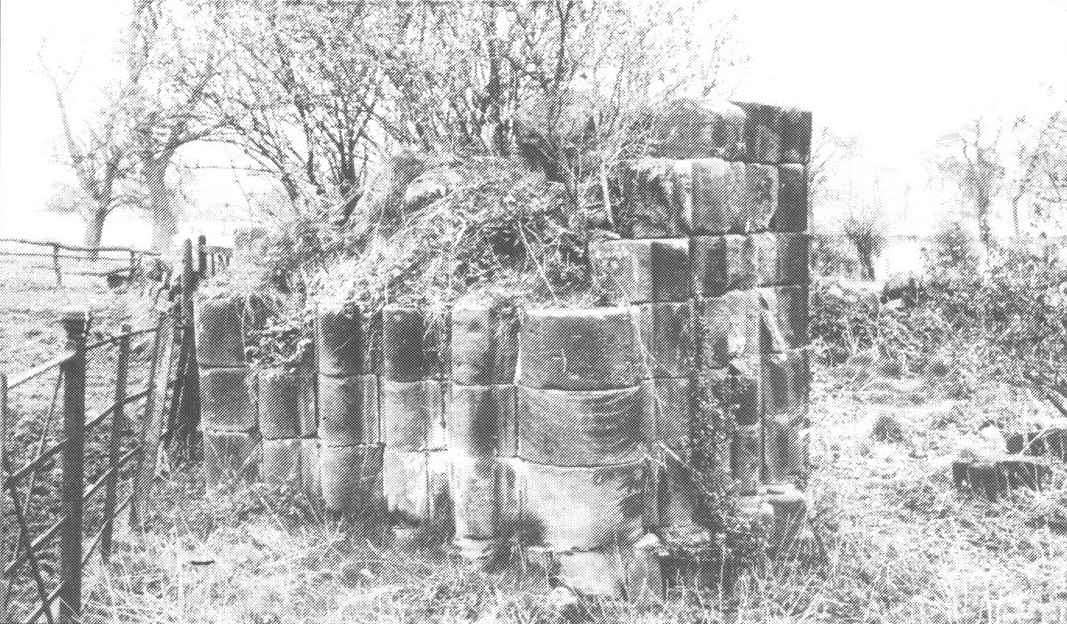
Ehemalige Abtei Dieulacres (Staffordshire): einer der vier Pfeiler des Glockenturms über der Vierung des Querschiffs

Dieulacres Abbey (abgeleitet von dem Motto Dieu l’acreisse) ist eine ehemalige Zisterzienserabtei in England. Sie lag rund zwei Kilometer nördlich von Leek in Staffordshire in Abbey Green nahe dem Fluss Churnet.

## Geschichte
Das möglicherweise bereits auf eine Gründung im Jahr 1146 unter Ranulf, dem Earl von Chester, zurückgehende Kloster wurde im Jahr 1214 von Poulton in Cheshire (rund 8 km südlich von Chester am River Dee und unmittelbar an der Grenze zu Wales) auf Grund von Angriffen aus Wales an seine heutige Stelle verlegt. Es war ein Tochterkloster von Combermere Abbey, einem Tochterkloster des Klosters Savigny, das sich im Jahr 1147 mit der Kongregation von Savigny dem Zisterzienserorden angeschlossen hatte. Das mit reichem Besitz in Cheshire und um Leek ausgestattete Kloster gehörte somit der Filiation der Primarabtei Clairvaux an. Es stand unter dem Patronat der Earle von Chester. Das Kloster besaß ein Haus in London sowie zahlreiche Grangien, so bei seiner Auflösung in der Gegend von Leek in Swythamley, Birchalls, Westwood, Woodcroft, Cheddleton und New Grange sowie in Byley und Rossall. Mit der Krone kam es zu Auseinandersetzungen über das von dieser in Anspruch genommene Recht, einen Corrodian (Pensionär) im Kloster unterzubringen. Prinz Edward of Woodstock (der Schwarze Prinz) stellte das Kloster unter seinen Schutz. Im Jahr 1377 war das Kloster mit nur sieben Mönchen besetzt. 1535 wurde sein Einkommen aus den Temporalien auf 243 Pfund geschätzt, so dass es der ersten Klosteraufhebung 1536 entging. Im Jahr 1538 wurde das Kloster von der Krone eingezogen und Sir Ralph Bagenall verliehen. Es steht nunmehr im Eigentum der Familie Docksey.

## Anlage und Bauten
Im Gelände sind noch Überreste der Vierung der unter König Eduard III. begonnenen Kirche aus dem 14. Jahrhundert zu sehen. Diese entsprach dem bernhardinischen Plan. Die Klausur lag südlich der Kirche. Der Rest der Ruine wurde um 1818 abgeräumt. Die Steine wurden in umliegenden landwirtschaftlichen Anwesen verbaut. Das heutige Bauernhaus auf der Stelle der Abtei datiert aus dem Jahr 1627.